# 2025
2025 (дві тисячі двадцять п'ятий) рік за григоріанським календарем — поточний невисокосний рік, що починається в середу. Це 2025 рік нашої ери, 5 рік 3-го десятиліття XXI століття 3-го тисячоліття, 6 рік 2020-х років.

## Події

### Січень
- 1 січня:

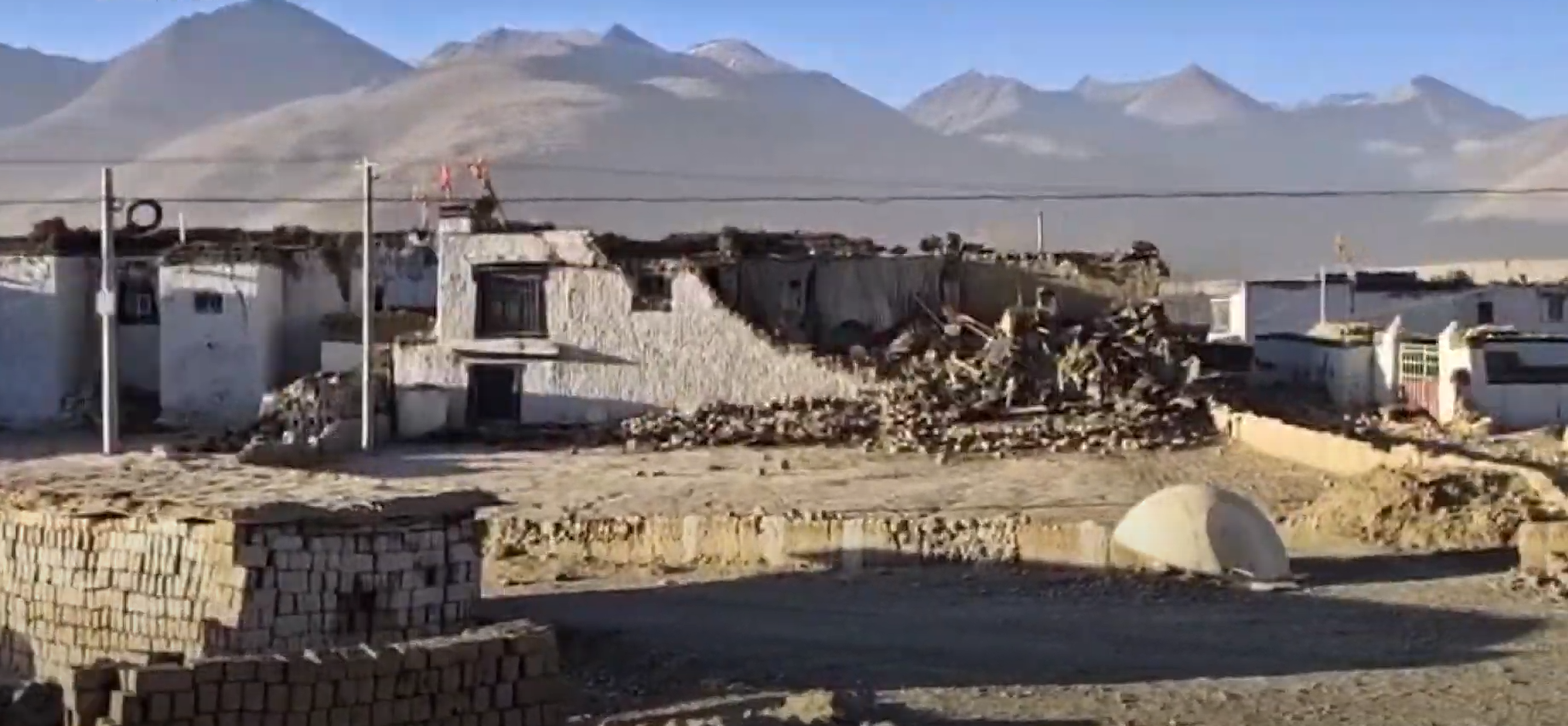
Зруйновані будинки в Тибеті після землетрусу, 7 січня 2025 року

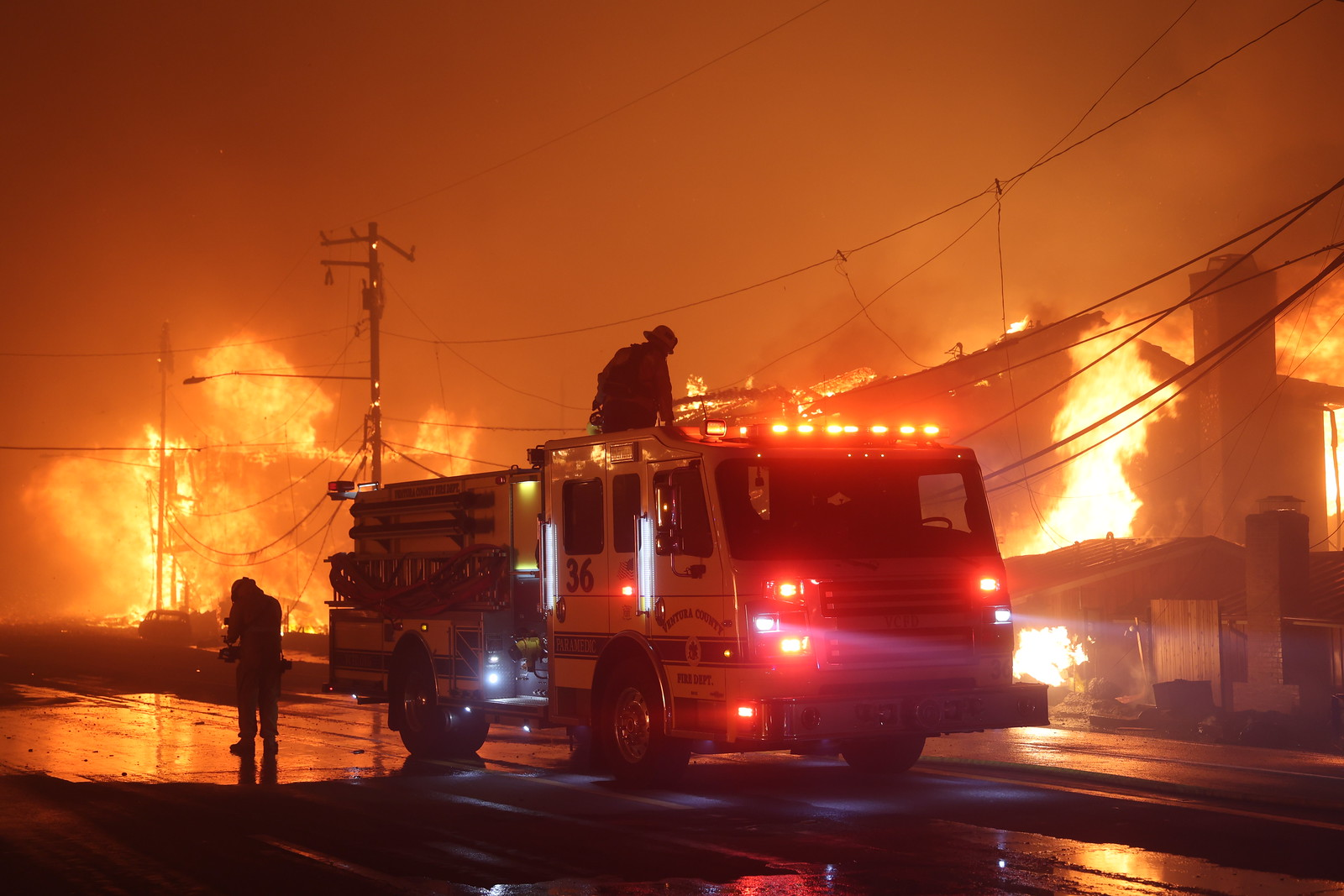
Пожежники гасять вогонь у Палісейдсі, Лос-Анджелес, 8 січня 2025 року

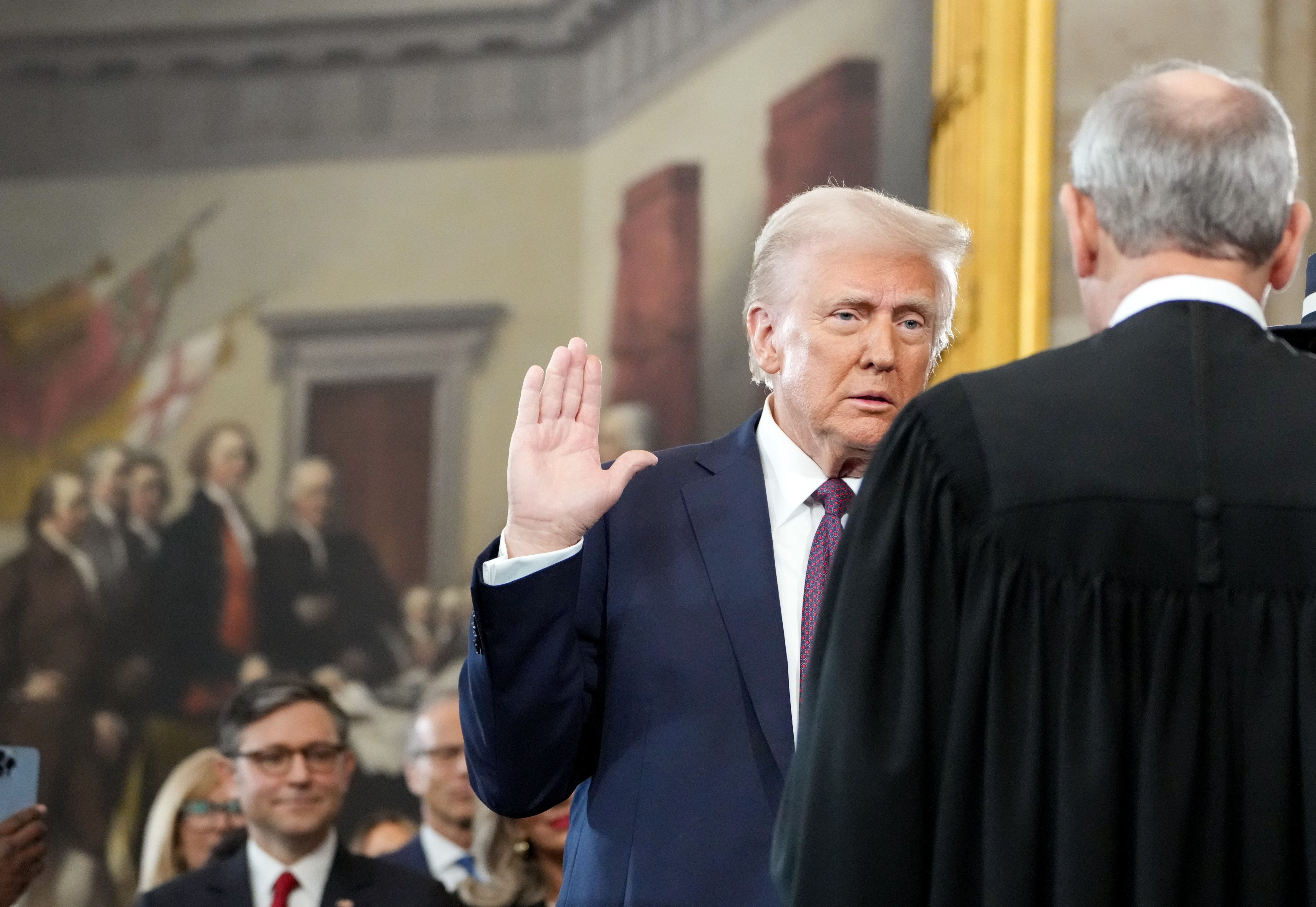
Друга інавгурація Дональда Трампа

  - Польща розпочала головування в Раді ЄС[2].
  - Болгарія і Румунія стали повноправними членами Шенгенської зони[3].
  - Ліхтенштейн став 37-ю країною, яка легалізувала одностатеві шлюби[4].
  - Україна припинила транспортування російського газу через територію країни після закінчення п'ятирічної транзитної угоди, а також стала державою-учасницею міжнародного кримінального суду[5][6].
- 6 січня:
  - Джастін Трюдо пішов у відставку з посади прем'єр-міністра Канади[7][8].
  - Індонезія стала десятим членом БРІКС[9].
- 9 січня — парламент Лівану обрав[en] генерала Джозефа Ауна Президентом Лівану, припинивши вакуум влади, який тривав більше двох років[10].
- 10 січня — чинний Президент Венесуели Ніколас Мадуро прийняв присягу[en] президента на третій термін на тлі триваючої кризи після спірних виборів в країні[11].
- 15 січня:
  - У Республіці Корея з другої спроби був затриманий[ru] відсторонений в результаті імпічменту[ru] президент Юн Сок Йоль[12][13].
  - Ізраїль і Хамас уклали угоду про повернення заручників і поетапне припинення війни в Газі[14].
- 19 січня:
  - Соціальна мережа TikTok та інші продукти ByteDance припинили свою роботу[ru] в США[15][16]. Наступного дня TikTok відновив свою роботу у США після заяви Дональда Трампа[17].
  - Набула чинності угода[ru] між Ізраїлем і ХАМАС про припинення вогню в секторі Гази[18].
- 20 січня — 47-м президентом Сполучених Штатів став Дональд Трамп.
- 23 січня — Таїланд став 38-ю країною і першою в Південно-Східній Азії, яка легалізувала одностатеві шлюби[19][20].
- 24 січня — масові багатотисячні антиурядові акції протесту в Словаччині[21].
- 27 січня — поява нової моделі чат-бота китайського стартапу DeepSeek викликала серйозні потрясіння на світовому фондовому ринку, зокрема, в технологічному секторі[22]. Чіп-гігант Nvidia втрачає близько 600 мільярдів доларів своєї вартості, що є найбільшим падінням для однієї компанії в історії фондового ринку США[23][24].
- 29 січня — Ахмед аш-Шараа став президентом перехідного уряду Сирії[25].
- 30 січня — Данієль Ортега провів в Нікарагуа реформу конституції[en], офіційно затвердивши в країні двовладдя, і зробив свою дружину Росаріо Мурільо[en] співпрезидентом[26].

### Лютий

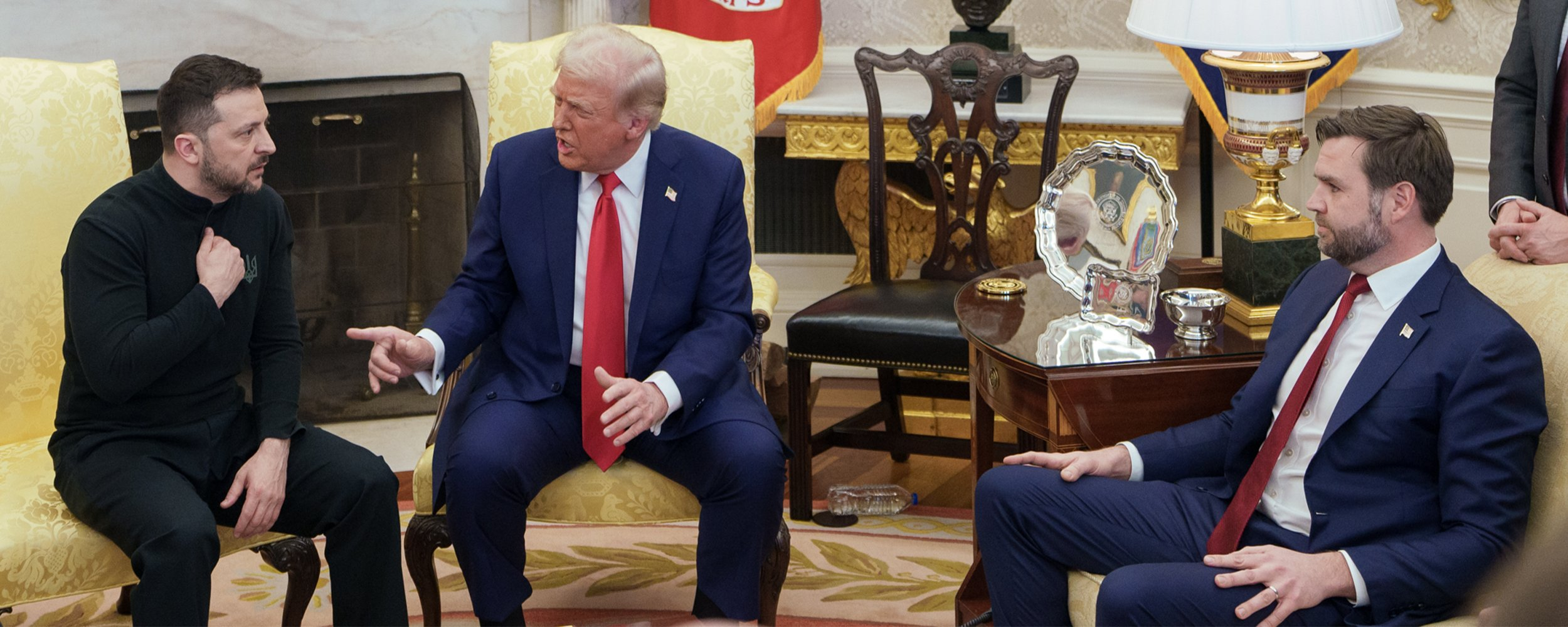
Зліва направо: Зеленський, Трамп і Венс ведуть напружену дискусію під час зустрічі в Овальному Кабінеті

- 5 лютого — Президент Аргентини Хав'єр Мілей назвав дії ВООЗ під час пандемії Ковід-19 злочином проти людяності та прийняв рішення про вихід Аргентини з ВООЗ[27][28]
- 8 лютого — Литва, Латвія та Естонія від'єдналися від БРЕЛЛ[29].
- 12 лютого — Президент Румунії Клаус Йоганніс пішов у відставку[30]
- 18 лютого — спільна єгипетсько-британська археологічна експедиція оголосила про виявлення гробниці царя Тутмоса II, першої королівської єгипетської гробниці, виявленої після того, як 1922 року було знайдено гробницю царя Тутанхамона.[31]
- 20 лютого — Microsoft представила Majorana 1 — перший у світі квантовий чип, заснований на топологічній архітектурі, над яким вони працювали майже 20 років.[32]
- 27 лютого — кампанія OpenAI випустила нову велику мовну модель GPT-4.5 [33]
- 28 лютого — президент України Володимир Зеленський відвідав США, де зокрема зустрівся з президентом США Дональдом Трампом в овальному кабінеті Білого дому.[34]

### Березень

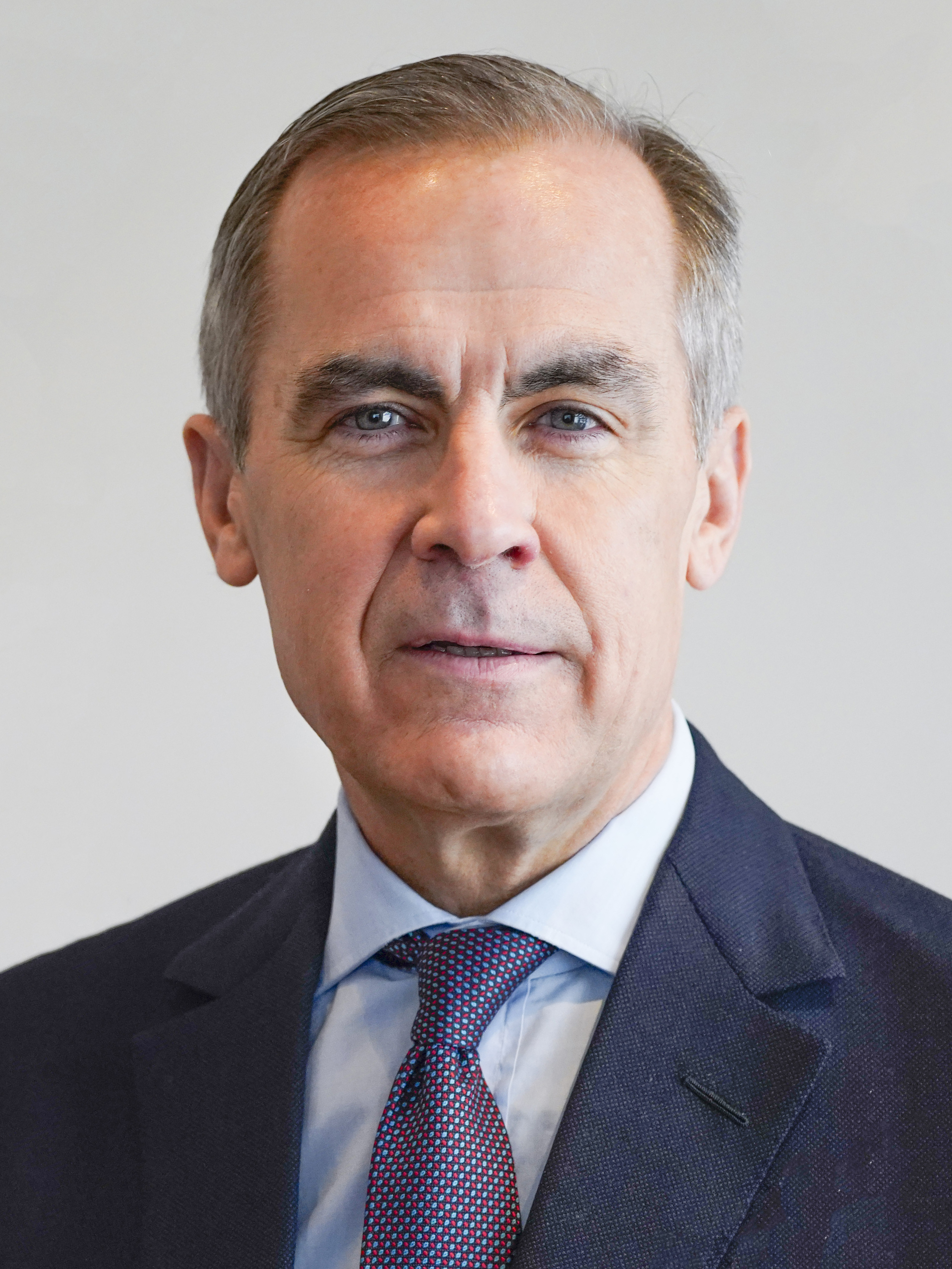
Марк Карні Прем'єр-міністр Канади.

- 2 березня — Британський прем'єр-міністр Кір Стармер запросив європейські країни до Лондону на саміт щодо України для розробки мирного плану, щоб потім представити його США.[35][36]
- 3 березня:
  - адміністрація Трампа призупиняє військову допомогу Україні після зустрічі в Овальному кабінеті з президентом Зеленським минулого тижня.[37]
  - Космічний апарат Blue Ghost американської компанії-розробника Firefly Aerospace здійснив м'яку посадку на Місяць у рамках програми NASA Commercial Lunar Payload Services[38]
- 4 березня — Сполучені Штати вводять мита на товари з Канади й підвищили мита для КНР, у відповідь Канада та Китай зробили те саме для США.[39]
- 8 березня — повідомляється, що понад 1000 осіб, у тому числі цивільних, загинули під час серії масових вбивств і розправ над алавітами сирійськими урядовими силами безпеки.[40][41][42]
- 11 березня — колишнього президента Філіппін Родріго Дутерте заарештували у міжнародному аеропорту Маніли за ордером Міжнародного кримінального суду. Його звинувачують у злочинах проти людяності через масові позасудові страти, скоєні під час його антинаркотичної кампанії, яка призвела до загибелі щонайменше 6 тисяч людей.[43]
- 13 березня — приведення до присяги нового президента Греції Константіноса Тасуласа.[44]
- 14 березня — Марк Карні склав присягу й офіційно приступив до виконання обов'язків прем'єр-міністра Канади.[45]
- 16 березня — Президент США Дональд Трамп наказав збройним силам США завдати ударів по єменських хуситах. Він також звернувся до Ірану, наголосивши, що підтримка хуситів має бути припинена негайно.[46]
- 18 березня — Кіт Роулі подав у відставку з поста прем'єр-міністр Тринідаду і Тобаго після дев'яти років перебування на посаді, його змінив Стюарт Янг.[47][48]
- 19 березня — у Туреччині пройшли протести проти затримання мера Стамбулу Екрема Імамоглу, який є головним опонентом президента Реджепа Тайїпа Ердогана.[49][50]
- 22 березня — в минулому федеральний прокурор Джессіка Абер, о 9:18 ранку за місцевим часом знайдена мертвою у власному будинку в Александрії.[51]
- 26 березня — археологи оголосили про знахідку скарбу Мелсонбі, колекції артефактів залізної доби, в полі в Північному Йоркширі, Англія.[52]
- 29 березня — відбулося сонячне затемнення.[53]
- 31 березня — Суд у Парижі вирішив, що лідерка французької ультраправої партії Національне об'єднання (RN) Марін Ле Пен не зможе балотуватися на виборах у Франції через звинувачення у справі про розтрату коштів Європарламенту.[54]

### Квітень
- 1 квітня — журнал Forbes опублікував 39-й щорічний рейтинг найбагатших людей світу.[55]
- 2 квітня:
  - сенатор-демократ Корі Букер виступив з промовою проти політики адміністрації Трампа, яка тривала 25 годин і 5 хвилин.[56]
  - Президент США Дональд Трамп ввів нові мита, стверджуючи, що вони дозволять Сполученим Штатам економічно процвітати. Ці податки на імпорт вже спричиняють економічні потрясіння як в США, так і по всьому світу, але американський лідер вважає, що вони необхідні для усунення торгових дисбалансів і захисту робочих місць і виробництва у Штатах.[57]
- 8 квітня — вчені відродили «Жахливого вовка», з цуценят — Ромула, Ремуса та Халісі — перші жахливі вовки, які існували за 10 000 років, народжені з ДНК зуба 13 000 років і черепа 72 000 років.[58]
- 10 квітня — Prada досягла угоди про купівлю конкуруючого будинку моди Versace, сума угоди, включаючи борг, склала $1,375 млрд.[59]
- 13 квітня — відкриття Всесвітньої виставки в Осаці, Японія.[60]
- 14 квітня — екіпаж із шести жінок, серед яких була і попспівачка Кеті Перрі, успішно повернувся на Землю після 11 хвилин у космосі. У космос жіночий екіпаж вивела ракета New Shepard компанії Blue Origin[61]
- 16 квітня — Верховний суд Великої Британії виніс вердикт[en] за юридичним визначенням жінки, постановивши, що це визначення стосується лише біологічна стать.[62][63]
- 17 квітня — телескоп «Джеймс Вебб» виявив можливі ознаки життя на планеті K2-18b. Кембриджська група виявила, що атмосфера, схоже, містить хімічний слід принаймні однієї з двох молекул, які пов'язані з життям. Це диметилсульфід і диметилдисульфід.[64]
- 19 квітня — президент РФ Володимир Путін оголосив так зване «Великоднє перемир'я», воно начебто передбачає зупинку всіх бойових дій в Україні з вечора 19 квітня до опівночі 21 квітня.[65][66] Невдовзі після того, як Путін оголосив «перемир'я», Повітряні сили ЗСУ зафіксували  активність російської тактичної авіації та оголосили ракетну небезпеку для Київської області й загрозу застосування авіаційних засобів ураження для прифронтових областей.[67]
- 23 квітня — Індія та Пакистан потрапили в дипломатичну кризу,[68] після терористичної атаки в долині Байсаран в штаті Джамму і Кашмір, що знаходиться під управлінням Індії, в результаті якого загинули 25 туристів та 1 місцевий цивільний, а понад 20 отримали поранення.
- 28 квітня — о 12:33 (за центральноєвропейським часом ) на Піренейському півострові та в деяких частинах південної Франції сталося серйозне знеструмлення, яке вплинуло на Андорру, Португалію, Іспанію та південну Францію.[69]
- 30 квітня — США та Україна підписали угоду щодо корисних копалин.[70]

### Травень

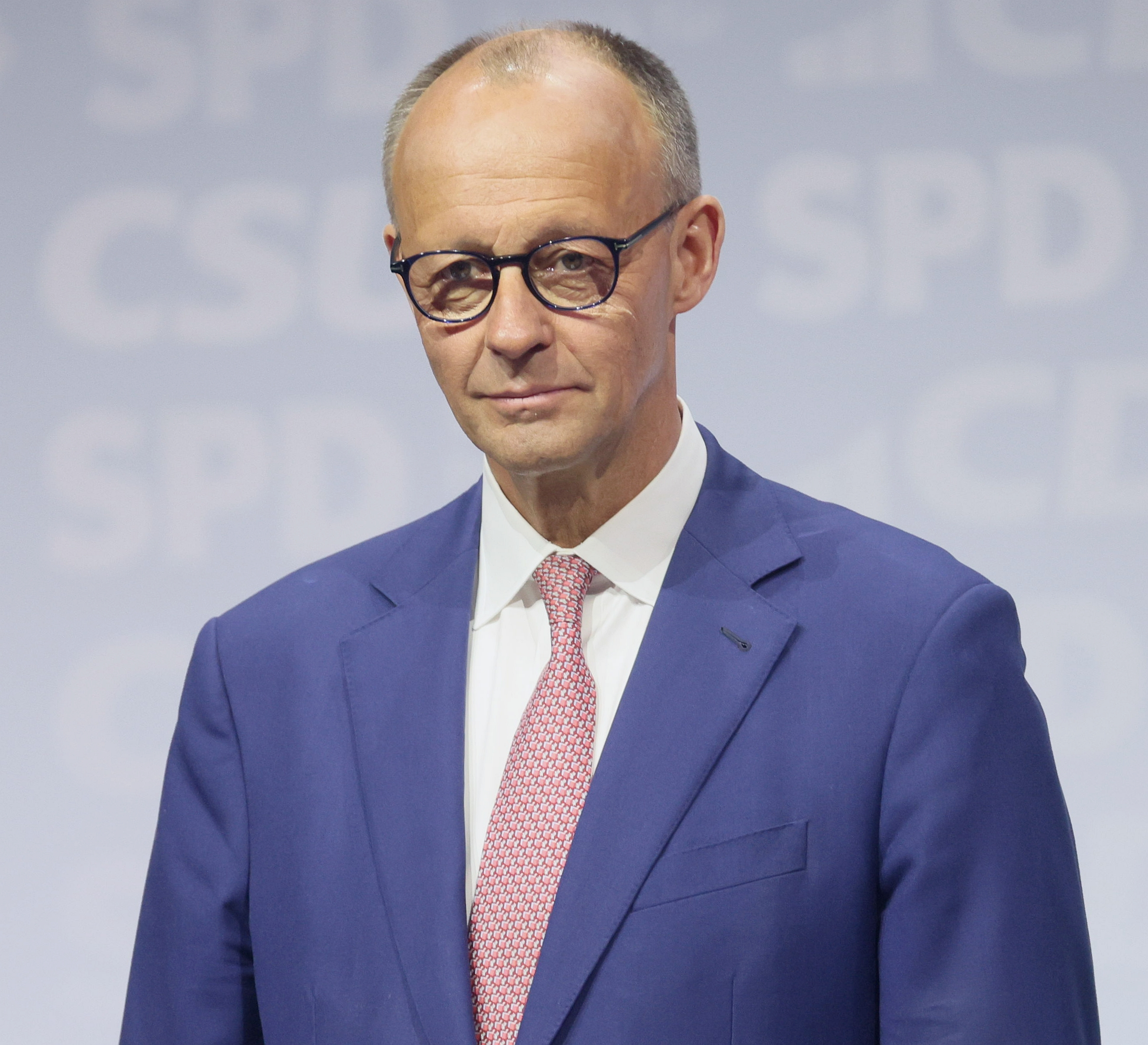
Фрідріх Мерц Федеральний канцлер Німеччини.

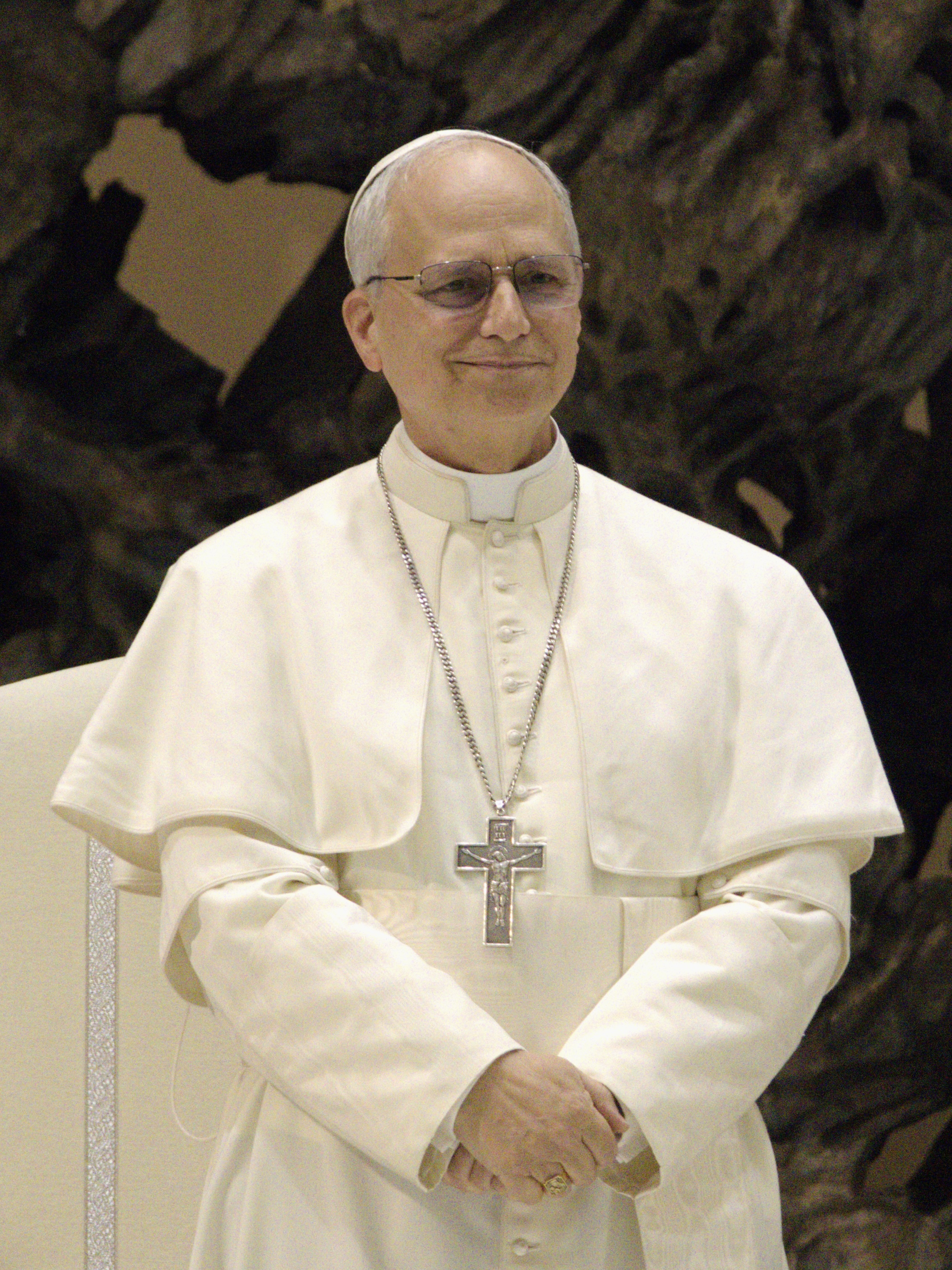
Папа римський Лев XIV.

- 2 травня — 25-тисячне місто Лісе в Туреччині опинилося під дією наркотичних речовин від спалення 20 тонн канабісу.[71]
- 6 травня:
  - Фрідріх Мерц обраний федеральним канцлером Німеччини.[72][73][74]
  - Індо-пакистанський конфлікт. Індія нанесла удар по Пакистану.[75]
- 7 травня:
  - Індо-пакистанський конфлікт. Пакистан завдав удар у відповідь по Індії.[76]
  - розпочалися вибори 267-го Папи Римського, наступника Папи Франциска, який помер 21 квітня 2025 року.[77]
- 8 травня — на другий день конклаву о 18:06 з’явився білий дим з димаря Сікстинської капели, після чого пролунали дзвони собору Святого Петра, що означало обрання нового Папи.[78][79]
- 11 травня — в Аргентині у підвалі Верховного суду виявили десятки ящиків з нацистськими матеріалами, конфіскованими аргентинською владою під час Другої світової війни.[80]
- 12 травня — Робітнича партія Курдистану оголосила про саморозпуск.[81]
- 13 травня — 17 травня у Базелі, Швейцарія відбувався пісенний конкурс Євробачення 2025.
- 16 травня — у Стамбулі Туреччина відбулися прямі переговори між Україною та Росією.[82]
- 17 травня — науковцям вдалося перетворити свинець на золото за допомогою Великого адронного колайдера[83]
- 18 травня — Папа римський Лев XIV, отримав Паллій від кардинала Маріо Дзенарі, кардинала-диякона титулярної дияконії Санта-Марія-делле-Граціє-Але-Форначі-Фуорі-Порта-Кавалледжері під час інтронізації.[84]
- 20 травня — Європейський Союз затвердив 17-й пакет антиросійських санкцій.[85]
- 21 травня — в Посуело-де-Аларкон поблизу Мадрида вбито українського юриста та політика Андрія Портнова.[86]
- 25 травня — вночі Росія здійснила комбінований удар по Україні із застосуванням 367-ми засобів повітряного нападу. Українські захисники збили 45 крилатих ракет, знешкодили 266 ворожих БпЛА.[87]
- 28 травня — у Росії стався великий витік даних про секретні ядерні об'єкти, внаслідок чого у відкритому доступі опинилися два мільйони документів, серед яких повні схеми однієї з баз ракетних військ стратегічного призначення (РВСП) у місті Ясний.[88]
- 30 травня — Ілон Маск покинув посаду глави Департаменту ефективності уряду США.[89]

### Червень
- 1 червня — унаслідок спецоперації «Павутина» FPV-дронами СБУ було уражено до 40 літаків серед яких, зокрема стратегічні бомбардувальникики, на території 4 авіабаз РФ.[90]
- 2 червня — колишню міністерку закордонних справ Німеччини Анналену Бербок обрали головою Генеральної Асамблеї ООН.[91]
- 6 червня:
  - ЗС РФ здійснили наймасовішу повітряну атаку по всіх регіонах України, було застосовано 407 дронів та 44 ракети.[92][93]
  - у Лос-Анджелесі спалахнули протести у відповідь на дії Міграційної та митної правоохоронної служби США щодо арешту нелегальних іммігрантів.[94][95]
- 13 червня:
  - Ізраїль розпочав великомасштабну превентивну атаку «Висхідний лев», націлену на об'єкти ядерної та ракетної інфраструктури Ірану.[96] Вбито голову Корпусу вартових Ісламської революції Хосейна Саламі.[97]
  - У відповідь на ізраїльські удари Іран запустив понад 150 балістичних ракет у бік Ізраїлю.[98]
- 15–17 червня — 51-й саміт G7 відбувся в Канаді.[99]
- 17 червня — через нічну терористичну російську атаку понад 440 дронами і 32 ракетами, зафіксовано майже 140 постраждалих людей, найбільший удар був по Києву, де загинули 23 людини, 134 отримали поранення. Також вночі були атаковані Одеса, Запоріжжя, Чернігівщина, Житомирщина, Кіровоградщина, Миколаївщина та Київщина.[100][101][102][103][104]
- 22 червня — Сполучені Штати завдали авіаударів по трьох ядерних об'єктах в Ірані.[105]
- 23 червня — Іран завдав ударів по базах США в Катарі та Іраку.[106]
- 24 червня — у нідерландському місті Гаага розпочався щорічний саміт НАТО.[107][108][109]
- 26 червня — понад 100 осіб стали жертвами повені у Південній Африці.[110]
- 27 червня — за сприяння Катару та США, Демократична Республіка Конго та Руанда підписали угоду про закінчення бойових дій.[111]
- 28 червня — Фондовий індекс S&P 500 встановив новий історичний максимум 6173,07 пунктів.[112]

### Липень
- 1 липня:
  - Данія розпочала головування в Раді ЄС.[2]
  - Політична криза в Таїланді: Конституційний суд Таїланду відсторонив прем'єр-міністра Пхетхонтхан Чинават від посади через розгляд справи про її звільнення.[113]
- 2 липня ― Ядерна програма Ірану: Президент Ірану Масуд Пезешкіан розпорядився призупинити співпрацю з МАГАТЕ.[114]
- 3 липня — Росія офіційно визнала Ісламський Емірат Афганістан.[115]
- 13 липня — на півдні Сирії відбулися зіткнення між озброєними угрупованнями друзів та бедуїнів.[116]
- 16 липня — Ізраїль завдав авіаудари по президентському палацу та Генеральному штабу Сирії в Дамаску.[117]
- 17 липня — Юлія Свириденко очолила Уряд України.[118]
- 22 липня
  - Верховна Рада України ухвалила скандальний закон 12414, щодо функціонування Національного антикорупційного бюро та Спеціалізованої антикорупційної прокуратури, ставлячи їх у залежність від Генерального прокурора України.[119]
  - у Києві та інших містах України відбулися мітинги проти закону № 4555, який позбавляє незалежності НАБУ і САП.[120][121][122][123]
- 27 липня — США та Євросоюз уклали торговельну угоду, торговельні мита на імпорт у США з країн Євросоюзу становитимуть 15 %, а для американських товарів до Євросоюзу ставка становитиме 0 %, крім того, були досягнуті домовленості про закупівлю військової техніки та енергоносіїв, а також інвестиції.[124]
- 28 липня:
  - Таїланд і Камбоджа домовилися про «негайне і безумовне припинення вогню», яке почнеться опівночі за місцевим часом у вівторок.[125]
  - президент Туреччини Реджеп Тайїп Ердоган заявив про організацію мирних переговорів між РФ та Україною.[126]
- 31 липня  — Верховна Рада України повернула незалежність Національного антикорупційного бюро (НАБУ) та Спеціалізованої антикорупційної прокуратури (САП).[127]

### Серпень

Кароль Навроцький Президент Польщі.

- 4 серпня — Генсек ООН Антоніу Гутерреш оголосив про скорочення бюджету організації на $700 млн.[128]
- 5 серпня — Євгенія Гуцул башкан Гагаузії (Молдова), було засуджено до 7 років ув'язнення за незаконне фінансування проросійської партії «Шор».[129]
- 6 серпня:
  - Кароль Навроцький вступив на посаду президента Польщі.[130]
  - спеціальний представник Трампа Стів Віткофф провів переговори з Путіним у Москві.[131]
- 8 серпня — Вірменія та Азербайджан у Вашингтоні, США підписали мирну угоду.[132] Зангезурський коридор передали під контроль США на 99 років.[133]
- 13 серпня — Президент США Дональд Трамп провів телефонну розмову з президентом України Зеленським та кількома європейськими лідерами.[134]
- 15 серпня — відбулась зустріч на вищому рівні між президентами США Дональдом Трампом та Росії Володимиром Путіним в Анкориджі, Аляска, США.[135][136] Угода щодо припинення вогню не досягнута.[137]
- 18 серпня — у Вашингтоні відбулись переговори за участю Дональда Трампа, Володимира Зеленського та кількох європейських лідерів.[138]

## Очікувані події
- 3 жовтня — очікується що великий герцог Люксембургу Анрі зречеться престолу. Новим великим герцогом Люксембургу стане наслідний великий герцог Гійом[139].
- 5 жовтня — президентські вибори[en] в Камеруні.

## Вибори
- 12 січня — за результатами другого туру президентських виборів у Хорватії на другий термін переобраний президент країни Зоран Миланович[140].
- 26 січня — за результатами президентських виборів в Білорусі перемогу здобув Олександр Лукашенко.
- 15 лютого — відбулись дострокові президентські вибори[ru] в Абхазії.
- 23 лютого — відбулись дострокові парламентські вибори в Німеччині[141].
- 13 квітня — за результатами другого туру президентських виборів в Еквадорі на другий термін переобраний президент країни Данієль Нобоа.
- 28 квітня — відбулись парламентські вибори в Канаді. Перемогу здобула Ліберальна партія.[142]
- 3 травня — в Австралії Лейбористська партія на чолі з прем'єр-міністром Ентоні Албанізом отримує більшість місць на федеральних виборах(інші мови).[143]
- 4 травня — перший тур президентських виборів в Румунії після анулювання попередніх.[144]
- 12 травня — відбулись парламентські вибори[en] на Філіппінах.[145]
- 18 травня — за результатами другого туру президентських виборів у Румунії, після підрахунку 95% голосів, перемагає мер Бухареста Нікушор Дан – 54,23%.[146][144]
- 1 червня — за результатами другого туру президентських виборів у Польщі, перемогу здобув Кароль Навроцький. За нього проголосували 50,89% виборців.[147]
- 3 червня — на президентських виборах у Республіці Корея здобув перемогу Лі Чже Мьон.[148]

## Культура
Докладніше: 2025 у кіно, 2025 у літературі, 2025 у музиці та 2025 у театрі
- 5 січня — відбулася 82-га церемонія вручення «Золотий глобус».[149]
- 3 лютого — головним тріумфатором музичної премії «Греммі» став Кендрік Ламар, чия пісня «Not Like Us» отримала нагороди в п'яти категоріях, включаючи «Запис року» та «Пісня року»[150]
- 13 — 23 лютого — відбувся 75-й Берлінський міжнародний кінофестиваль.[151]
- 16 лютого — відбулася 78-а церемонія вручення премії BAFTA: найкращим фільмом визнано «Конклав» Едварда Бергера[152]
- 3 березня — на церемонії вручення премії «Оскар» Анора отримує п'ять нагород, також за найкращий фільм.[153]
- 5 березня — китайський архітектор Лю Цзякунь(інші мови) став лауреатом Пріцкерівської премії.[154]
- 8 березня — Ендрю Барто та Річард Саттон нагороджені премією Тюрінга за навчання з підкріпленням[155]
- 13 — 24 травня — у Каннах (Франція) відбувся 78-й Каннський кінофестиваль.[156]

## Спорт
- 12 січня — 26 січня — в Австралії відбувся 113-й чемпіонат Австралії з тенісу.
- 14 січня — 2 лютого — у Хорватії, Данії та Норвегії відбувався 29-й чемпіонат світу з гандболу серед чоловіків[157][158], вчетверте поспіль титул чемпіона здобула збірна Данії.
- 28 січня — 2 лютого — у Таллінні відбувся чемпіонат Європи з фігурного катання.[159]
- 10 лютого — Філадельфія Іглс виграє Супербоул(інші мови), перемігши Канзас-Сіті Чифс[160]
- 12 — 23 лютого — відбувся 58-й чемпіонат світу з біатлону на Роланд Арені в швейцарському Ленцергайде.[161]
- 6 — 9 березня — в Апелдорні відбувся чемпіонат Європи з легкої атлетики в приміщенні.[162]
- 16 березня — стартував 76-й чемпіонат з автоперегонів у класі Формула-1.[163]
- 20 березня — новим Президентом Міжнародного олімпійського комітету обрано Кірсті Ковентрі, заслужена плавчиня та міністерка спорту Зімбабве.[164]
- 21 — 23 березня — у китайському Нанкіні відбувся 20-й чемпіонат світу з легкої атлетики в приміщенні.[165]
- 25 березня — 30 березня — у Бостоні, США відбувався чемпіонат світу з фігурного катання.[166]
- 6 квітня — російський хокеїст Олександр Овечкін закинув 895-у шайбу в регулярному чемпіонаті НХЛ та став найкращим бомбардиром в історії ліги перевершивши попередній рекорд канадця Вейна Грецкі.[167]
- 9 квітня — 20 квітня — у Чехії відбувся 24-й чемпіонат світу з хокею із шайбою серед жінок, водинадцяте титул чемпіонок світу здобула збірна США.[168]
- 16 квітня — китаянка Цзюй Веньцзюнь захистила титул чемпіонки світу з шахів, обігравши в матчі співвітчизницю Тань Чжун'ї з рахунком 6½-2½.[169]
- 20 квітня — Джон Сіна завоював 17-й титул чемпіона світу WWE та став найтитулованішим реслером в історії.[170]
- 26 квітня — стартував сезон найбільш рейтингової всесвітньої серії легкоатлетичних змагань Діамантова ліга.[171][172]
- 27 квітня — «Ліверпуль» вдвадцяте став чемпіоном Англії, зрівнявшись за цим показником із командою «Манчестер Юнайтед».[173]
- 5 травня — Чжао Сіньтун став першим чемпіоном світу зі снукеру з Китаю.[174]
- 9 травня — 25 травня — у Швеції та Данії відбувся 88-й чемпіонат світу з хокею із шайбою ІІХФ.[175] Втретє титул переможця здобула збірна США, яка у фіналі в додатковий час переграла швейцарців з рахунком 1–0.
- 25 травня — 8 червня — на відкритих ґрунтових кортах Стад Ролан Гаррос у Парижі відбувся 124-й тенісний турнір Відкритий чемпіонат Франції.[176][177][178]
- 31 травня — ПСЖ виграв Лігу чемпіонів УЄФА, обігравши в фіналі «Інтер» із рахунком 5–0.[179]
- 8 червня — Збірна Португалії перемогла по пенальті Іспанію з рахунком 5–3, основний та додатковий час завершились внічию 2–2 та вдруге здобула перемогу в Лізі націй УЄФА.[180] Третіми фінішували французи, які в матчі за третє місце переграли німців з рахунком 2–0.[181]
- 14 — 19 червня — у місті Генуя, Італія відбувся чемпіонат Європи з фехтування.[182]
- 14 червня — 13 липня — у США відбувся клубний чемпіонат світу з футболу.[183] Переможцем став англійський клуб «Челсі», який у фіналі переграв французький «Парі Сен-Жермен» із рахунком 3–0.[184]
- 18 — 29 червня — у чотирьох містах Європи відбувся 40-й чемпіонат Європи з баскетболу серед жінок. Бельгія захистила титул чемпіонок Європи перегравши у фіналі збірну Іспанії 67–65.[185]
- 30 червня — 13 липня — на кортах Всеанглійського клубу лаун-тенісу і крокету в передмісті Лондона відбувся 138-й Вімблдонський турнір.[186]
- 2 — 27 липня — у Швейцарії відбувся 14-ий чемпіонат Європи з футболу серед жінок.[187] Чинні чемпіонки збірна Англія, захистила свій титул перегравши у фіналі по пенальті Іспанію 3–1.[188][189]
- 5 — 27 липня — у Франції відбулася 112-а велогонка Тур де Франс, перемогу здобув словенець Тадей Погачар.[190][191]
- 11 липня — 3 серпня — у Сінгапурі відбувся 22-й чемпіонат світу з водних видів спорту.[192]
- 19 липня — Олександр Усик нокаутував Деніела Дюбуа і став абсолютним чемпіоном світу з боксу.[193].
- 22 — 30 липня — у столиці Грузії Тбілісі відбувся чемпіонат світу з фехтування.[194]
- 2 — 30 серпня — у трьох африканських країн відбувається 8-й чемпіонат африканських націй.[195]
- 20 серпня — Фабіо Дейвсон Лопес Масіел, воротар клубу Флуміненсе, став футболістом з найбільшою кількістю офіційних матчів на професійному рівні, провівши 1391 матч.[196]
- 27 серпня — 14 вересня — 42-й чемпіонат Європи з баскетболу відбудеться в чотирьох країнах: Кіпр, Латвія, Польща та Фінляндія.[197][198]
- 27 вересня — 19 жовтня — 24-й розіграш молодіжного чемпіонату світу з футболу відбудеться в Чилі.[199]

## Аварії, катастрофи і теракти
- 1 січня — у Новому Орлеані стався наїзд на пішоходів і стрілянина, внаслідок чого загинули 15 осіб (включаючи нападника).[200]
- 7 січня:
  - У Тибеті стався землетрус магнітудою 7,1 бала, загинуло щонайменше 126 осіб, 201 отримали поранення.[201]
  - Початок лісових пожеж в Південній Каліфорнії.[202]
- 21 січня — в готелі Grand Kartal на гірськолижному курорті Карталкая в провінції Болу, Туреччина, сталася пожежа. Щонайменше 78 людей загинуло.[203][204]
- 29 січня — зіткнення CRJ700 і UH-60 під час заходу на посадку до Вашингтонського аеропорту імені Рональда Рейгана в окрузі Арлінгтон, штат Вірджинія.[205]
- 4 лютого — стрілянина в школі в місті Еребру в Швеції. Загинуло 11 осіб, 12 поранені.[206]
- 14 лютого — ввечері в порту Савони (Італія) прогриміло два вибухи на російському танкері Seajewel, що належить до так званого «тіньового флоту» Росії.[207]
- 11 березня — Збройні сили Пакистану звільнили заручників, захоплених(інші мови) сепаратистським угруповання «Визвольна армія Белуджистану».[208][209]
- 16 березня — пожежа у нічному клубі «Пульс» в Кочанах, Північна Македонія. У результаті трагедії загинули щонайменше 59 людей, понад 196 отримали поранення.[210]
- 28 березня — землетрус у М'янмі магнітудою 7,7 балів, що стався о 12:50 (UTC+6:30) поруч із містом Мандалая, Сікайн.[211]
- 4 квітня — внаслідок російського ракетного удару по Кривому Рогу загинули 20 людей, ще 67 людей поранено.[212]
- 8 квітня — у нічному клубі Jet Set у Санто-Домінго, столиці Домініканської Республіки, під час виступу з живою музикою обрушився дах. Внаслідок катастрофи загинуло не менше 218 осіб.[213]
- 10 квітня — гелікоптер Bell 206 на борту якого було 6 туристів із Іспанії, впав у річку Гудзон поблизу Нью-Йорку. Всі, хто знаходився на борту, загинули.[214]
- 13 квітня — вранці російські військові атакували центр міста Суми. Унаслідок удару балістичними ракетами загинуло 35 осіб та було поранено 125.[215][216]
- 23 квітня — у Стамбулі стався землетрус магнітудою 6,2 бала, щонайменше 359 людей отримали поранення, помірні пошкодження зафіксовано в Мармуровому регіоні.[217]
- 24 квітня — вночі територія України зазнала масованого обстрілу, було запущено 215 повітряних цілей.[218]
- 26 квітня — поблизу Бендер-Аббаса на півдні Ірану стався потужний вибух і пожежа, в результаті чого загинуло щонайменше чотири людини[219] і щонайменше 561 особа була поранена.
- 27 квітня — у Ванкувері стався наїзд автомобіля у натовп людей на вуличному фестивалі, 9 людей загинули.[220]
- 26 травня — у Ліверпулі стався наїзд автомобіля у натовп людей, як мінімум 47 осіб отримали травми.[221]
- 10 червня ― щонайменше 10 людей загинули та ще 12 отримали поранення внаслідок стрілянини в школі в Граці, Австрія.[222]
- 12 червня ― рейс 171 авіакомпанії Air India, Boeing 787, що прямував до Лондона, врізався в будівлю після зльоту з Ахмадабада, Індія, внаслідок чого загинуло 230 пасажирів і 12 членів екіпажу на борту, а також щонайменше п'ятеро на землі.[223][224]
- 15 червня ― в Уттаракханді (Індія) під час аварії гелікоптеру Bell 407 загинули 7 осіб.[225]
- 28 червня ― число загиблих внаслідок зсуву ґрунту в Колумбії зросло до 22 осіб, ще 8 вважаються зниклими безвісти.[226]
- 2 липня ― понад 40 людей вважаються зниклими безвісти після того, як біля берегів Балі (Індонезія) затонув пором, на борту якого було понад 60 осіб.[227]
- 4—7 липня ― понад 100 осіб стали жертвами повені в Техасі.[228]
- 24 липня ― пасажирський літак Ан-24 авіакомпанії Ангара розбився поблизу аеропорту Тинди (Амурська область, Росія). Усі 48 людей на борту загинули.[229]
- 26 липня ― лісові пожежі у Греції: Афіни звернулися за допомогою до ЄС.[230]
- 27 липня ― у Німеччині (поблизу міста Рідлінген) зійшов з рейок поїзд, троє осіб загинуло, серед постраждалих пасажирів є п'ятеро громадян України.[231]
- 30 липня ― на Камчатці стався землетрус магнітудою 8,8 бала.[232] Землетрус і подальше цунамі по всьому Тихому океану спричинили помірні руйнування.
- 2 серпня ― почалося виверження вулкану Крашенинникова.[233]
- 3 серпня ― корабель з африканськими мігрантами перекинувся біля узбережжя Ємену, в результаті чого загинуло 68 осіб.[234]
- 11 серпня ― в Атлантиці утворився перший ураган сезону 2025 року Ерін, який викликав сильну повінь у деяких районах Кабо-Верде, внаслідок чого в Сан-Вісенті загинуло дев'ятеро людей.[235]

## Великі релігійні і традиційні свята зі змінною датою
- 29 січня — Китайський Новий рік (Зеленої Змії).
- 3 березня — початок Великого посту у християн східного обряду.
- 5 березня — Попільна середа, початок Великого посту у християн західного обряду.
- 15 березня — Фестиваль барв Холі (індуїзм).
- 30 березня — завершення Рамадану 1446 року, місяця посту у мусульман
- 13 квітня — Песах 5784 року (юдаїзм).
- 20 квітня — Великдень у християн.
- 6 червня — Ід-аль-Адха або Курбан-байрам у мусульман.
- 8 червня — П'ятидесятниця у християн.
- 26 червня — Початок Нового року (1447) в ісламському календарі.
- 23 вересня — Єврейський Новий рік (5786).
- 21 жовтня — Фестиваль вогнів Дівалі (індуїзм).
- 14 грудня — початок Хануки (юдаїзм).

## Померли
Дивись: Список померлих 2025 року